# 牙買加海峽

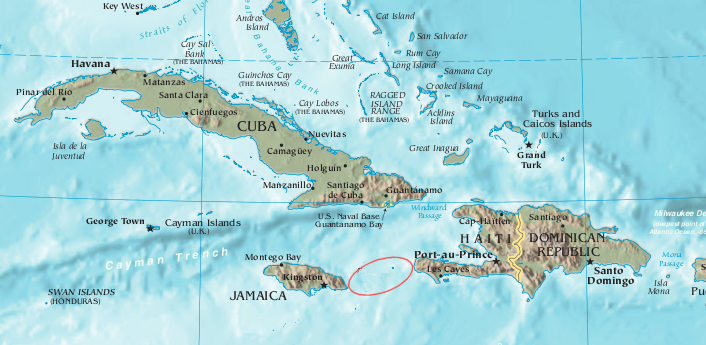

牙買加海峽是中美洲的海峽，位於牙買加和伊斯帕尼奧拉島之間的，連接加勒比海和北大西洋，距離巴拿馬運河約1,000公里，最大水深1,200米。
18°08′07″N 75°17′41″W / 18.1354115°N 75.2947998°W

## 外部連結
- Aerial view（页面存档备份，存于）.